# Titus Zuzák
Titus Zuzák (* 11. října 1933 Račišdorf, nyní Rača) je bývalý slovenský fotbalista. Po skončení aktivní kariéry působil jako fotbalový funkcionář.

## Fotbalová kariéra
V československé lize hrál za ČH Bratislava/Slovnaft Bratislava v 6 utkáních, aniž by skóroval. Se Slovnaftem Bratislava vyhrál v roce 1963 Rappanův pohár.

## Prvoligová bilance
| Ročník          | Zápasy | Góly | Minuty | Klub                       |
| --------------- | ------ | ---- | ------ | -------------------------- |
| I. liga 1960/61 | 1      | 0    | 90     | Červená hviezda Bratislava |
| I. liga 1961/62 | 1      | 0    | 90     | Červená hviezda Bratislava |
| I. liga 1963/64 | 4      | 0    | 360    | Slovnaft Bratislava        |
| CELKEM I. LIGA  | 6      | 0    | 540    |                            |